# 北哈特蘭 (紐約州)
北哈特蘭（英語：North Hartland）是位於美國紐約州尼亞加拉縣的非建制地區。

## 歷史
北哈特蘭的郵局於1858年設立，其後於1901年停運。

## 地理
北哈特蘭所處的海拔為高於海平面113米（即371英呎），而該地所採用的時區為UTC-5，即北美东部时区（EST）。同時該地設有夏令時間，為UTC-5調快一小時，即UTC-4（EDT）。